# Pomona Zipser
Pomona Zipser (Sibiu, 28 juni 1958) is een Duitse schilder en beeldhouwer.

## Leven en werk
Pomona Zipser werd geboren in de Roemeense stad Sibiu (Hermannstadt in Transsylvanië, een der steden met destijds een belangrijke Duitse minderheid van Zevenburger Saksen), maar emigreerde in 1970 naar Duitsland. Zij volgde van 1979 tot 1982 schilderles bij de surrealist Mac Zimmermann aan de Akademie der Bildenden Künste in München en studeerde van 1983 tot 1985 beeldhouwkunst (Meisterschülerin van Lothar Fischer) aan de Akademie der Künste in Berlijn. Zipser was docente op diverse vakgebieden aan de Universität der Künste (1994-1999), de Freie Akademie für Kunst (1995-2006) en de Kunsthochschule Berlin-Weißensee (2004-2005), alle in Berlijn. Zij gaf leiding aan enkele workshops voor beeldhouwers en nam deel aan talloze beeldhouwersymposia in Duitsland en elders in Europa, Japan en Senegal. Zij was van 1990 tot 2006 lid van de Verein Berliner Künstlerinnen.
Het door Zipser gecreëerde, ruimtelijke werk is opgebouwd uit houtdelen in combinatie met touw, zeildoek en verf. De tot de installatiekunst te rekenen objecten liggen op de grond, hangen aan de wand of staan vrij in de ruimte.
De kunstenares woont en werkt in Berlijn.

## Werken (selectie)
- Nest für eine Großmutter[2] (1988)
- Auf hoher See (1990), Skulpturengarten AVK in Berlijn
- Ohne Titel (1999), buitencollectie Berlinische Galerie, Berlin-Kreuzberg
- Meisterin (2001)
- Tor (2002)
- Bett (2002)
- Gar schaurig ist's übers Moor... (2006)
- Hohe Stehende (2006)
- Hinhalten (2006)
- Schwarze Breite (2007)
- Hängende mit Gegengewicht (2008)
- Unter die Decke geklemmt (2008)
- Rot aus der Wand (2008)
- Wie es um mich steht (2009)
- Nähe und Ferne (2010)

## Fotogalerij

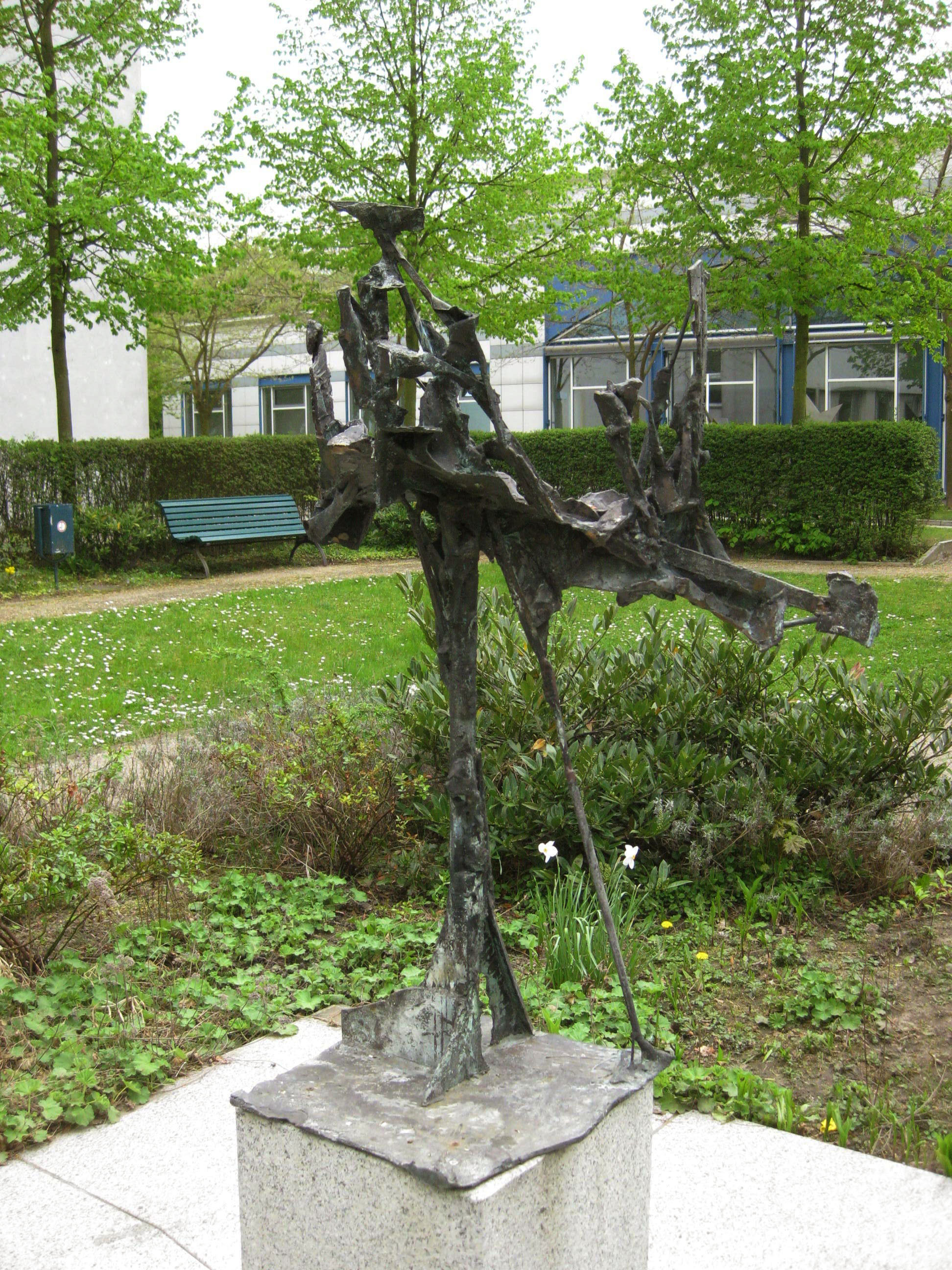
Auf hoher See, Skulpturengarten AVK, Berlijn
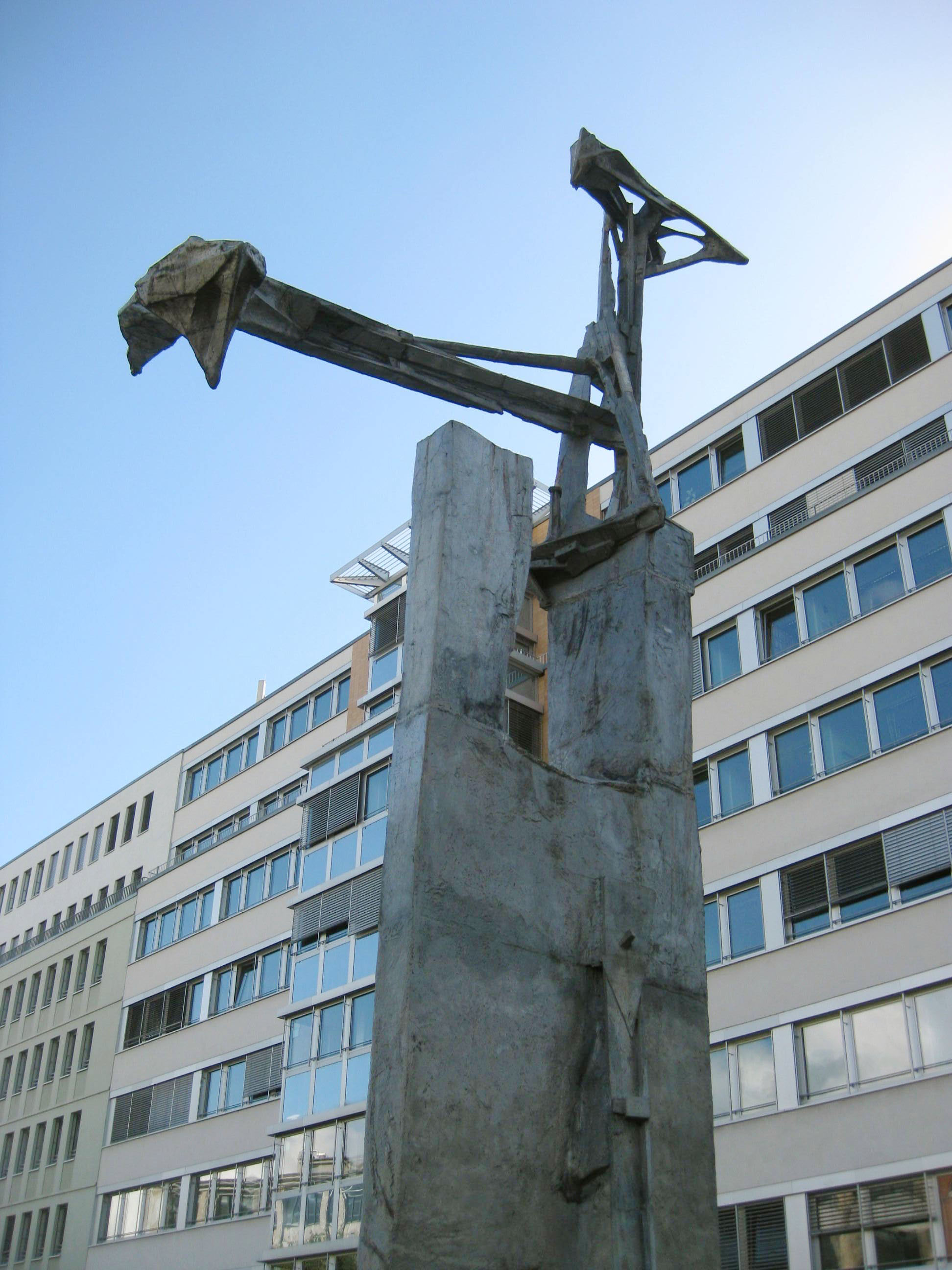
Ohne Titel, Berlin-Kreuzberg
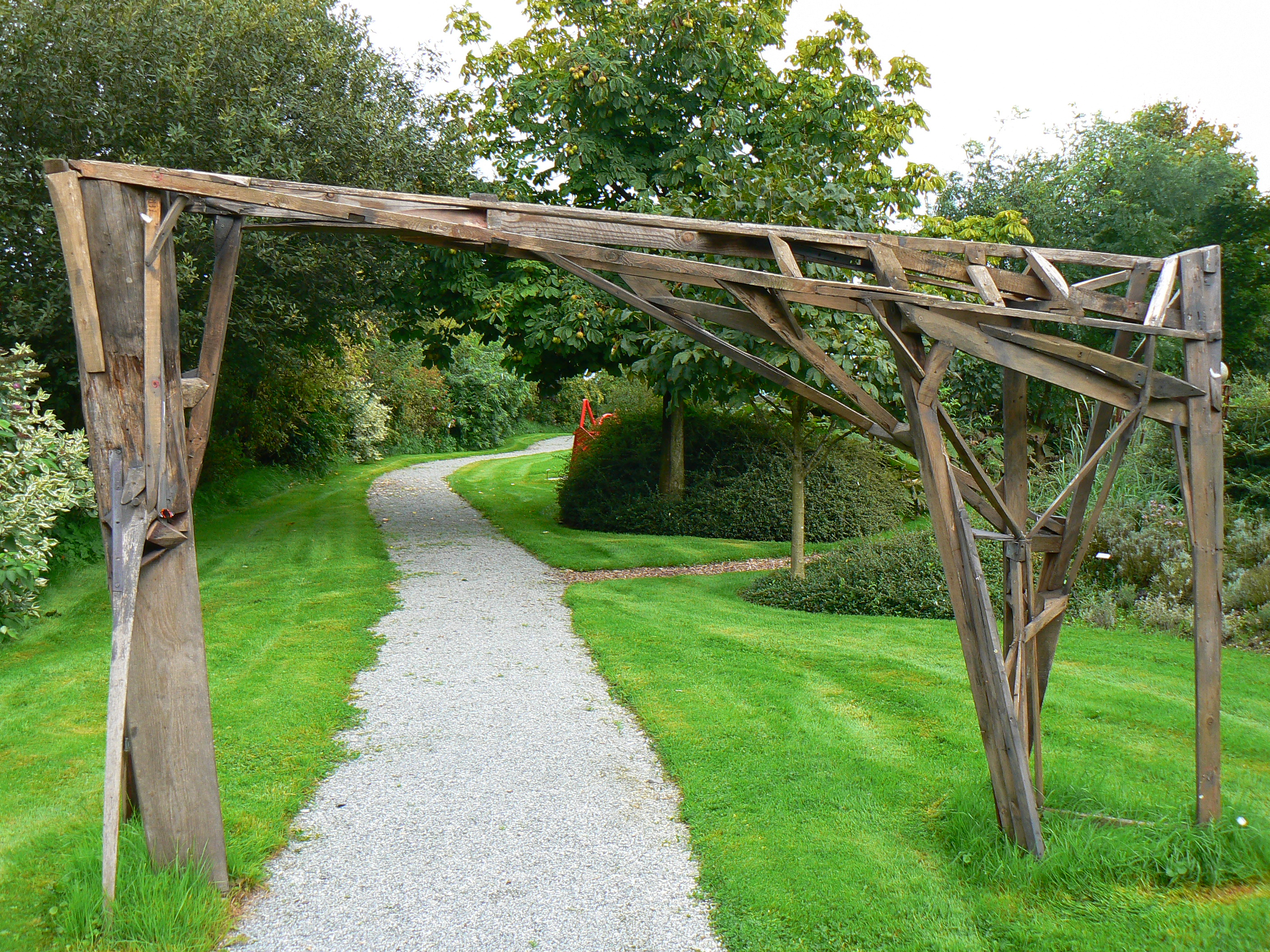
Tor (2002)